# Mounkou Sardyk
Le Mounkou Sardyk (en russe : Мунку-Сардык) est le point culminant des monts Saïan, à la frontière russo-mongole, au sud de la Sibérie. Il s'élève à 3 491 mètres d'altitude à l'est du massif et au sud-ouest de la source de l'Irkout qui se dirige au nord, puis à l'est, vers l'Angara. Le lac Khövsgöl se trouve au sud du Mounkou Sardyk.